# Paolo Juusten
Paolo Pietro Juusten (in finlandese Paavali Juusten, in svedese Paul (Påvel) Pedersson Juusten (Vyborg, 1516 circa – Turku, 22 agosto 1575) è stato un vescovo luterano finlandese.
Primo vescovo di Viipuri e, successivamente, figura apicale per la diocesi di Turku, l'ecclesiastico si distinse per essere stato uno stimato insegnante e un ambasciatore reale svedese.

## Biografia

### Primi anni
Paavali, così come era conosciuto prima di intraprendere la sua carriera ecclesiastica, seguì inizialmente gli studi alla scuola di latino di Vyborg. I suoi genitori, il borghese a lui omonimo Pietro Juusten e sua moglie Anna, possedevano una discreta abitazione vicino al monastero dei Frati Neri. La strada portava il nome Juusteninkatu fino a quando la città passò secoli dopo in mano all'Unione Sovietica. I suoi genitori morirono verosimilmente nel 1530 circa a causa di un'epidemia di peste e l'orfano Paavali fu mandato a Turku, al fine di studiare dal 1534 al 1536 alla scuola locale. La sua grande capacità di apprendimento fu scorta dal vescovo Martti Skytte, il quale decise di assumerlo come suo assistente e poi di nominarlo sacerdote nel 1540.

### Carriera religiosa
Juusten fu rettore ad Interim della scuola di Viborg nel 1541-1543, dopo di che il vescovo lo mandò in Germania per operare in diverse università. Poi subentrò a Michele Agricola come figura apicale della scuola della cattedrale di Turku nel 1548. Membro del capitolo della diocesi locale nel 1553 e nel 1554 divenne poi il primo vescovo della diocesi di Viborg di recentissima istituzione e fu consacrato da Botvid Sunesson, chierico di Strengnes. Nel 1563 subentrò in veste di vescovo di Turku al suo predecessore e si avvicinò alla corte svedese. Il re inviò il vescovo Juusten come ambasciatore in Russia nel 1569, ovvero mentre la guerra di Livonia era in corso. In virtù della lotta che stava intercorrendo tra la Svezia e lo Zarato, lo zar Ivan IV il Terribile tenne prigioniero l'ambasciatore e chierico Juusten per oltre due anni. Alcune fonti sostengono che ricevette la nobilitazione dal re dopo il suo ritorno nel 1573 circa.
Infine Paolo consacrò Laurentius Petri Gothus come arcivescovo di Uppsala e alla sua morte andò sepolto nella Cattedrale di Turku.

## Autore
Juusten fu autore di un testo di catechismo in lingua finlandese e di un racconto del suo viaggio a Mosca nel 1574, di un libro di messa e della Cronaca dei vescovi finlandesi (Suomen piispainkronikka e Chronicon episcoporum finlandensium) nel 1575.